# Notropis chihuahua
Notropis chihuahua är en fiskart som beskrevs av Woolman 1892. Notropis chihuahua ingår i släktet Notropis och familjen karpfiskar. Inga underarter finns listade i Catalogue of Life.